# Ванураніліт
Ванураніліт (рос. вануранилит; англ. vanuranylite; нім. Vanuranylit m) — мінерал, водний ураніл-ванадат.

## Загальний опис
Хімічна формула: (H3O)2[(UO2)2V2O8] х4H2O. Склад у %: H2O — 10,82; BaO — 2,96; CaO — 0,53; K2O — 0,38; PbO — 0,59; UO3 — 58,33; U2O5 — 18,25; нерозч. залишок — 7,0.
Сингонія ромбічна. Утворює нальоти і кірочки, інколи дрібні псевдогексагональні кристали. Спайність досконала. Густина 3,64. Твердість 2. Колір жовтий. Вторинний мінерал зони окиснення.